# Rachel Ruysch
Rachel Ruysch (Hága, 1664. június 3. – Amszterdam, 1750. augusztus 12.) holland barokk festőművész, virágcsendéleteivel vált híressé.

## Élete
Apja, Frederik Ruysch, a botanika és az anatómia professzora, műkedvelő festő, az amszterdami botanikus kert igazgatója volt. Rachel már gyermekkorában megismerte a virágokat és növényeket, ezért tudott később aprólékosan kidolgozott virágcsendéleteket festeni. Édesapja észrevette rajztehetségét, és Willem van Aelst festőhöz küldte tanulni. Aelst hatása érződik Ruysch művein alkotó korszakának első felében.
Képeire jellemző az S alakú görbe, ami bal oldalon lent kezdődik, jobbra felfelé ível. A kifinomult chiaroscuro technika alkalmazása térbeli mélységet kölcsönöz a festményeknek. Későbbi képein világosabb színeket használt, a virágkompozíciók kevésbé térhatásúak, viszont sokkal dekoratívabbak. Ezzel utat nyitott a rokokó kifinomult, ünnepélyes virágképeinek.
1693-ban férjhez ment Juriaen Pool portréfestőhöz, akivel boldog házasságban élt. 1695 és 1711 között tíz gyermeknek adott életet, hatan maradtak életben, és egyikük sem örökölte a szülők tehetségét. 1711-től tagja lett a Confrerie Pictura társaságnak, 1709-ben férjével együtt csatlakoztak a hágai festők céhéhez. Rachel sikeresebb volt férjénél, képei igen magas áron keltek el, 1000 guldent is hajlandók voltak fizetni értük.
1708-ban János Vilmos pfalzi választófejedelem udvari festőjévé nevezte ki Rachelt, aki férjével Düsseldorfba költözött. A választófejedelem és felesége, Anna Maria Luisa de’ Medici, az utolsó toszkánai nagyherceg Gian Gastone húga, nagy művészetpártolók voltak, uralkodásuk alatt a város művészeti központtá vált. 1716-ban, a választófejedelem halála után, a Ruysch házaspár visszatért Amszterdamba.
Rachel 83 éves koráig festett. Száz szignált olajfestménye maradt az utókorra, alkotói éveiben mintegy 250 képet festett.
Festményei láthatók a Bécsi Szépművészeti Múzeumban, Amszterdamban a Rijksmuseumban, Brüsszelben a Királyi Szépművészeti Múzeumban, Karlsruhéban a Staatliche Kunsthalle múzeumban.

## Galéria

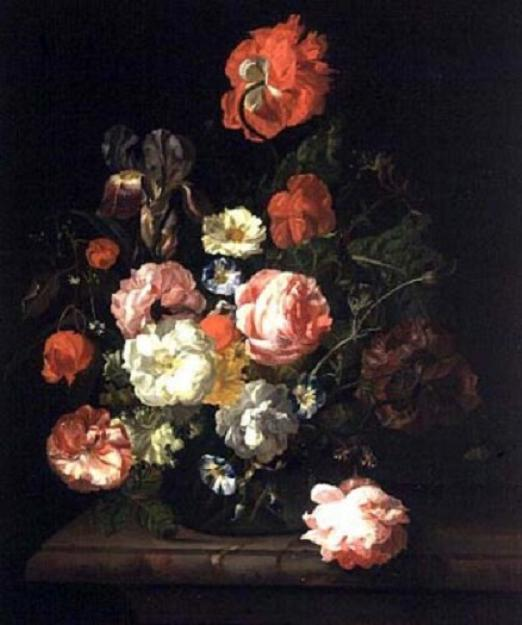
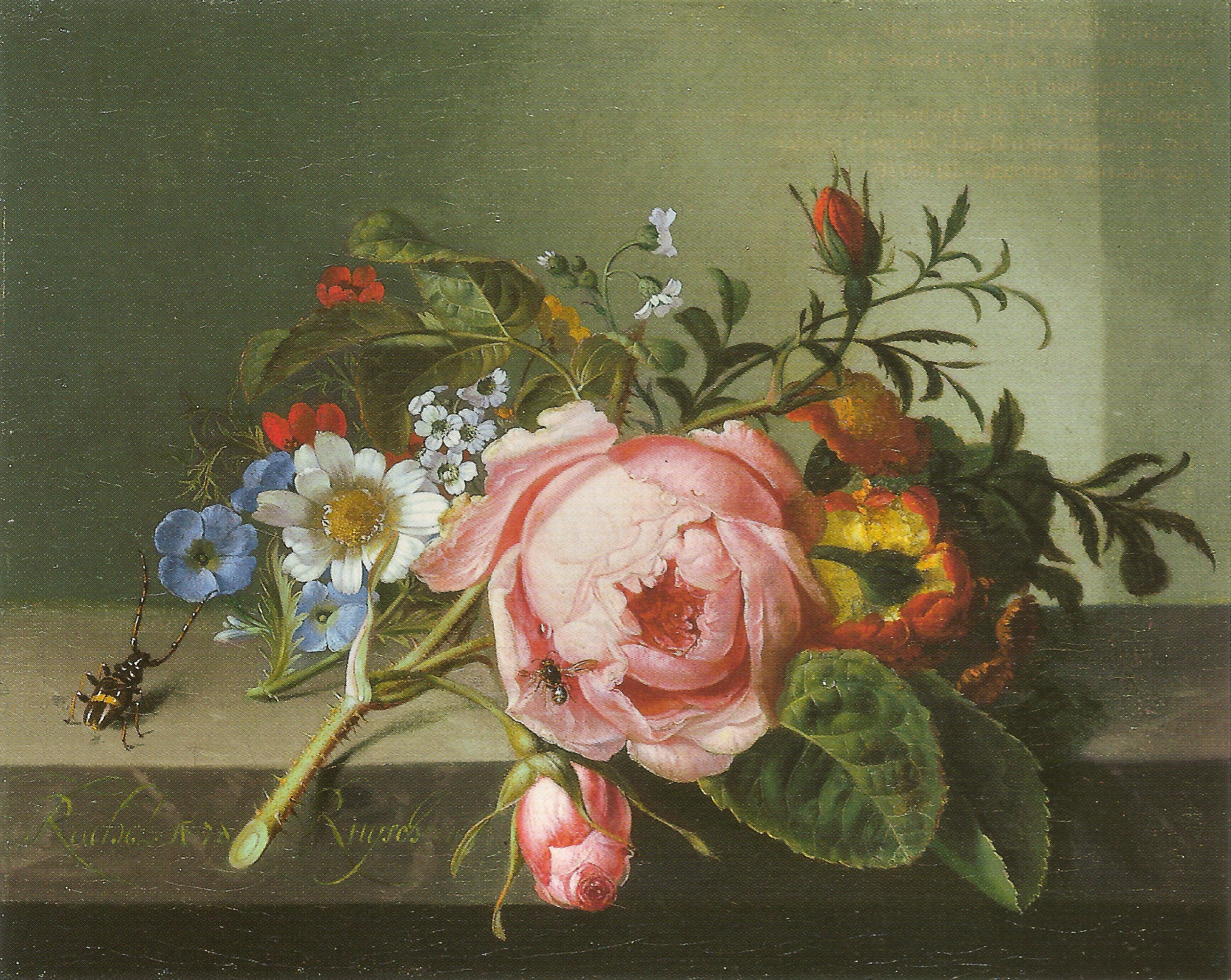
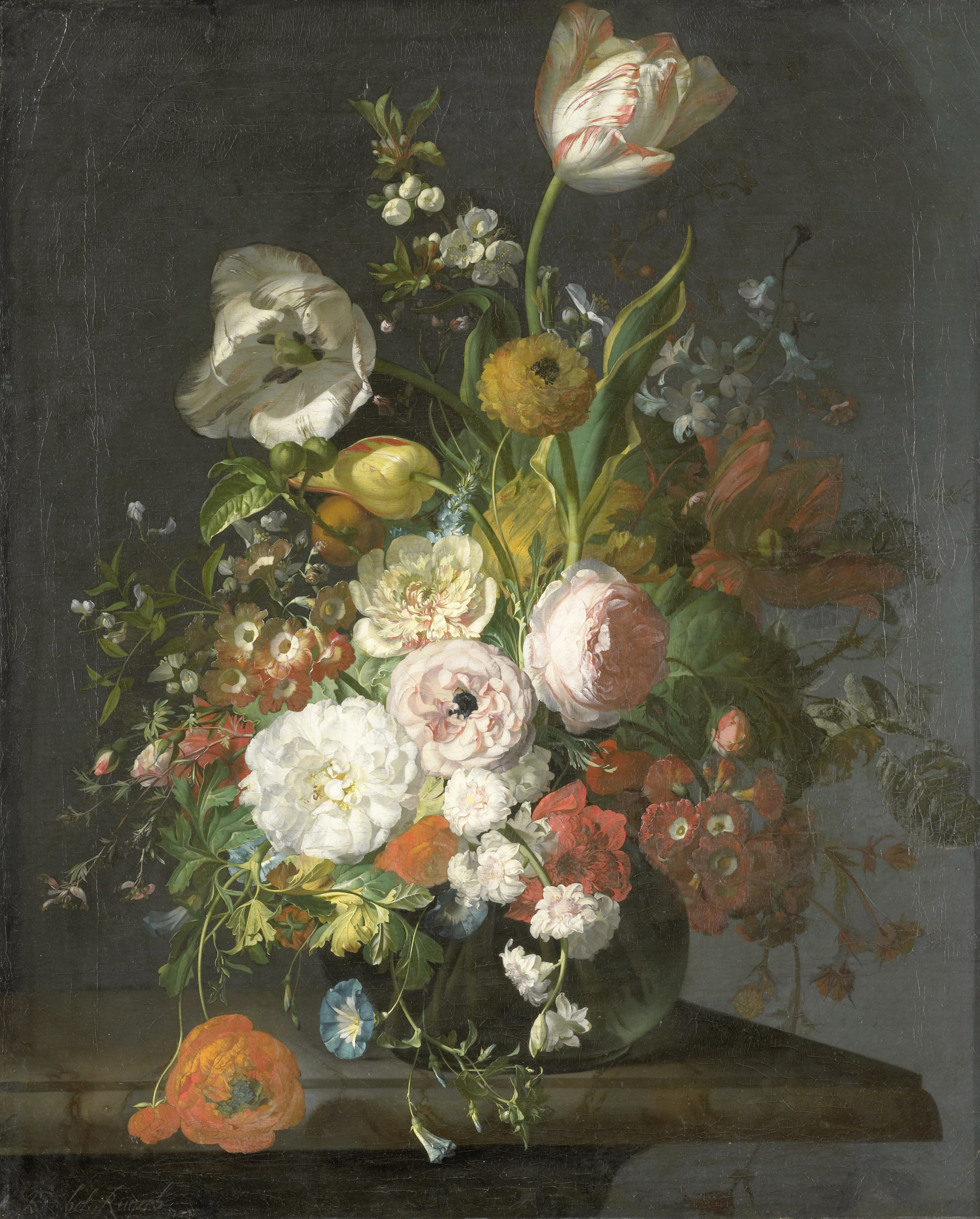
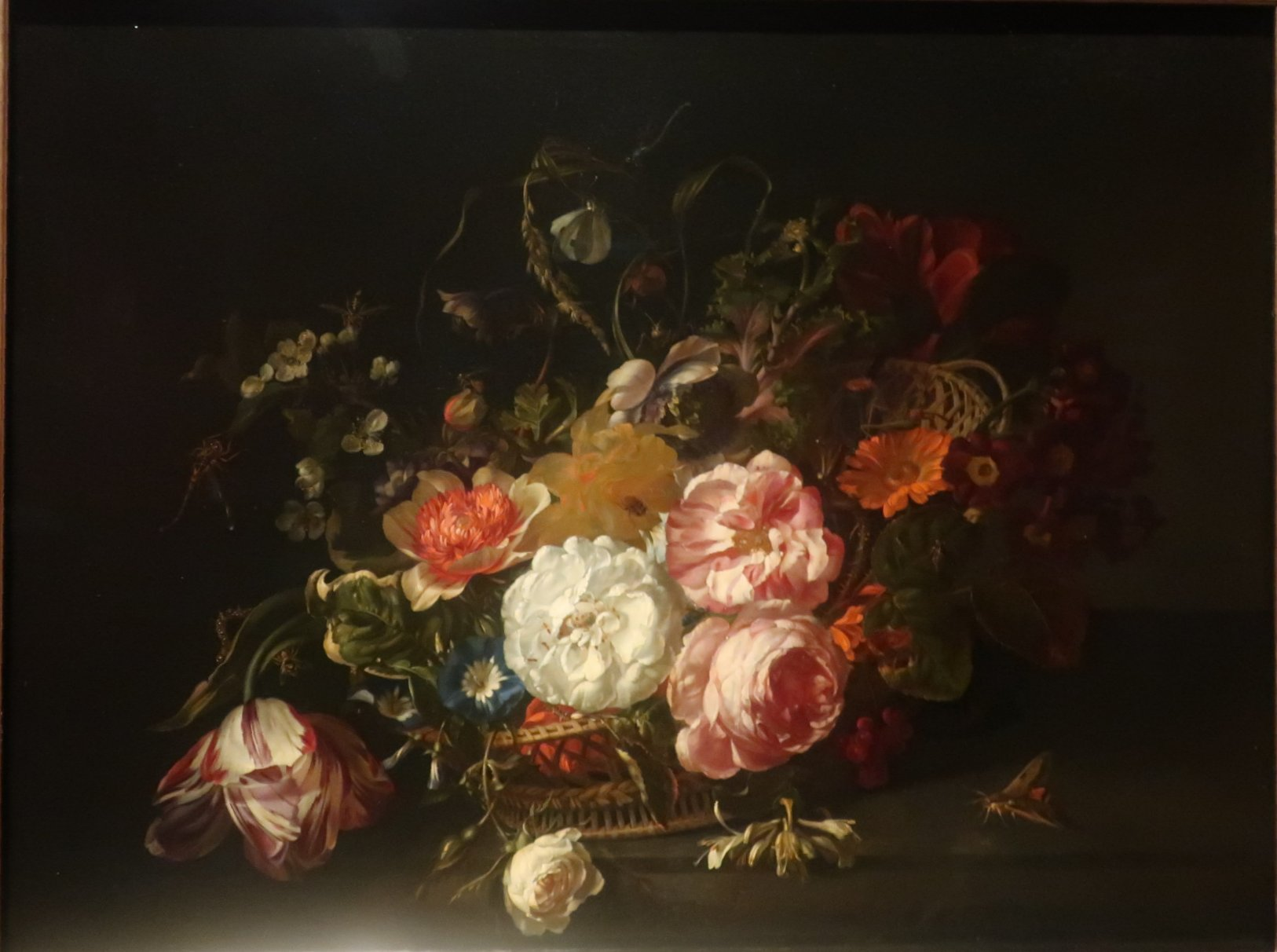
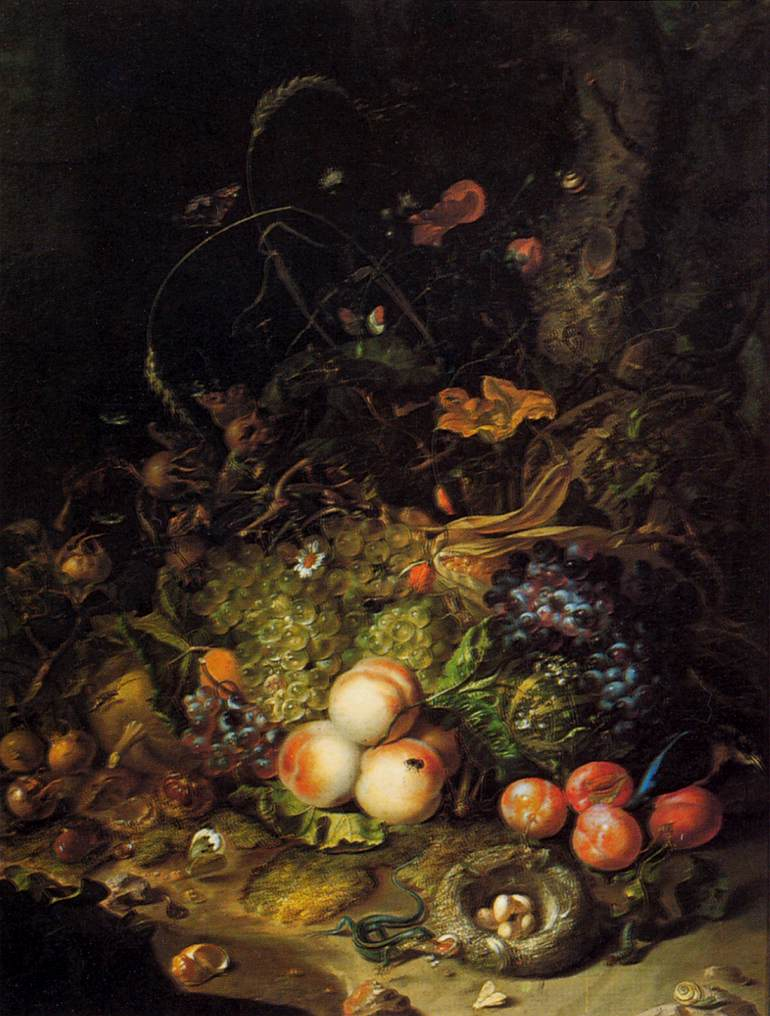